# Max Cohen-Reuss
Emmanuel (Max) Cohen(-Reuss) (Langenberg, 30 januari 1876 - Parijs, 12 maart 1963) was een Duits sociaaldemocratisch politicus.

## Biografie

### Achtergrond, opleiding en vroege carrière
Max Cohen-Reuss was de zoon van een Joodse koopman. Hij bezoch het gymnasium en volgde daarna een opleiding tot koopman. Nadien was hij werkzaam als koopman en exporteur. In 1900 werd hij lid van een vakbond en in 1902 sloot hij zich aan bij de Sociaaldemocratische Partij van Duitsland (SPD, Sozialdemokratische Partei Deutschlands). Sinds 1904 was hij werkzaam als schrijver en journalist. Hij was onder andere medewerker bij de (revisionistische) Sozialistische Monatshefte en de (liberale) Vossische Zeitung. Van 1908 tot 1914 was hij lid van de gemeenteraad van Frankfurt am Main.
Max Cohen-Reuss werd bij de Rijksdagverkiezingen van 1912, die buitengewoon succesvol was verlopen voor de SPD, in de Rijksdag gekozen als vertegenwoordiger van het vorstendom Reuss oudere linie (tot 1918).
Hij behoorde tot de rechtervleugel van de SPD en werkte samen met de partijvoorzitter Friedrich Ebert en Philipp Scheidemann, de sociaaldemocratische vicevoorzitter van de Rijksdag.

### Rol tijdens de Eerste Wereldoorlog en de Novemberrevolutie
Max Cohen-Reuss nam tijdens de Eerste Wereldoorlog dienst bij de Landsturm (uitsluitend bedoeld voor de landsverdediging) en had hij een betrekking op het rijksministerie van Oorlog (afdeling ruwe grondstoffen). Hij ondersteunde de oorlogspolitiek van de regering en hoopte op een Duitse overwinning die de Duitse hegemonie in Centraal-Europa zou bevestigen. Alleen via een Duitse overwinning, meende Cohen-Reuss, zou Duitsland een economisch tegenwicht kunnen vormen tegen de Verenigde Staten van Amerika en het Verenigd Koninkrijk. Cohen-Reuss had goede contacten met de legerleiding en enkele vooraanstaande politici.
In oktober 1914 had hij een ontmoeting met Arnold Wahnschaffe, de Chef van de Rijkskanselarij. Wahnschaffe drong erbij Cohen-Reuss op aan dat de rechtervleugel van de SPD haar invloed op de partij moest vergroten. Volgens Cohen-Reuss werd de greep van de rechtervleugel op de SPD met de dag sterker en zou de SPD in de toekomst ontwikkelen tot monarchistische partij.
Na de Novemberrevolutie van 1918 was hij namens de Meerderheids Sociaaldemocratische Partij van Duitsland (MSPD) vertrouwensman van de Berlijnse Arbeiders- en Soldatenraad. Hij was lid van de Uitvoerende Adviesraad en vicevoorzitter van de Centrale Raad van de Duitse Socialistische Republiek. In deze functies trachtte hij de arbeiders, soldaten en revolutionairen in gematigde richting te stuwen. In december 1918 sprak hij zich tijdens een bijeenkomst van de Arbeiders- en Soldatenraad uit tégen de instelling van een radenrepubliek. Evenals de voorlopige voorzitter van de Revolutionaire Regering Ebert was Cohen-Reuss tegenstander van een sociale revolutie en voorstander van de invoering van een parlementair stelsel.

### Weimarrepubliek en Tweede Wereldoorlog
Tijdens de Weimarrepubliek was Cohen-Reuss lid van de economische raad. Na de machtsovername van Hitler (1933) week hij uit naar Frankrijk. Na de Tweede Wereldoorlog keerde hij naar Duitsland terug. Van 1947 tot 1951 was hij de officiële vertegenwoordiger van de SPD in Frankrijk.
Hij overleed op 87-jarige leeftijd in 1963 te Parijs.

## Verwijzingen
1. ↑  De toevoeging Reuß (duidend op het rijksland Reuss oudere linie dat hij als SPD'er in de Rijksdag) was om hem te onderscheiden van andere sociaaldemocratische Cohens
2. ↑  Rede Max Cohen Reuss und Ernst Däumig 1918. Gearchiveerd op 3 maart 2024.

- Gemeinsame Normdatei: 124377416
- International Standard Name Identifier: 0000 0000 8207 1216
- Library of Congress Control Number: n2006071871
- Nationale Bibliotheek van Tsjechië: uk20211106607
- Nationale Bibliotheek van Israël: 987007259863905171
- Nederlandse Thesaurus van Auteursnamen: 069513279
- Système universitaire de documentation: 170764400
- Virtual International Authority File: 25534932
- WorldCat: E39PBJppxqGhdccwjdDWj77CQq